# Вебстер (Массачусетс)
Вебстер (англ. Webster) — місто (англ. town) в США, в окрузі Вустер штату Массачусетс. Населення — 17 776 осіб (2020).

## Демографія
Згідно з переписом 2010 року, у місті мешкало 16 767 осіб у 7088 домогосподарствах у складі 4313 родин. Було 8011 помешкання
Расовий склад населення:
| - 91,2 % — білих - 2,9 % — чорних або афроамериканців - 1,1 % — азіатів - 0,3 % — корінних американців - 2,3 % — осіб інших рас |

До двох чи більше рас належало 2,2 %. Частка іспаномовних становила 6,8 % від усіх жителів.
За віковим діапазоном населення розподілялося таким чином: 21,2 % — особи молодші 18 років, 63,0 % — особи у віці 18—64 років, 15,8 % — особи у віці 65 років та старші. Медіана віку мешканця становила 40,9 року. На 100 осіб жіночої статі у місті припадало 93,7 чоловіків;  на 100 жінок у віці від 18 років та старших — 92,2 чоловіків також старших 18 років.
Середній дохід на одне домашнє господарство  становив 70 708 доларів США (медіана — 52 107), а середній дохід на одну сім'ю — 80 853 долари (медіана — 65 208). Медіана доходів становила 48 955 доларів для чоловіків та 44 344 долари для жінок. За межею бідності перебувало 12,0 % осіб, у тому числі 19,6 % дітей у віці до 18 років та 7,0 % осіб у віці 65 років та старших.
Цивільне працевлаштоване населення становило 8216 осіб. Основні галузі зайнятості: освіта, охорона здоров'я та соціальна допомога — 24,9 %, виробництво — 14,6 %, роздрібна торгівля — 14,4 %.